# Elija b. Loeb Fulda
Elija ben Loeb aus Fulda (* um 1650; † um 1720) war ein jüdischer Gelehrter. Erhalten ist sein Kommentar zu 15 Traktaten des palästinischen Talmuds, dessen Studium in Europa er entfachte.